# Tomás Howard, 2.º Duque de Norfolk

Brasão de armas de Tomás Howard.

Tomás Howard, 2.º Duque de Norfolk (em inglês: Thomas Howard; 1 de Fevereiro de 1443 - 21 de maio de 1524) foi um soldado e estadista inglês, filho de João Howard, 1.º Duque de Norfolk e da sua primeira esposa, Catarina de Moleyns, foi o 1o Primeiro-ministro do Reino Unido.

## Vida
Como o Conde de Surrey, Howard lutou por Ricardo III de Inglaterra na Batalha de Bosworth Field em 1485, onde foi ferido e o seu pai morto; a seguir a isto ele foi preso durante vários anos antes de ter alguns títulos e quintas restaurados. Ele continuou, ao serviço da dinastia Tudor. Começando em 1497, Howard e os ingleses repeliram os escoceses de assaltos no Castelo de Norham, um reduto do Bispado de Durham, entre outros. Em 1502, um tratado foi assinado entre a Escócia e a Inglaterra, terminando as hostilidades durante um tempo, e Howard parou a sua carreira militar por um tempo. Ele foi nomeado tenente-general do Norte. 
Em 1511, Lord Surrey foi nomeado diretor-geral do Northern Marches. Em 1513, os escoceses invadiram a Inglaterra para cumprir as suas obrigações do Tratado com a França no âmbito da Aliança de Auld. Na Batalha de Flodden Field, os ingleses, sob o comando de Howard, esmagaram os escoceses. Com a vitória, Lord Surrey restaurou o título de duque de Norfolk, dado ao seu pai, em 1514, título que tinha sido perdido desde 1485 por causa do seu pai, por apoiar Ricardo. 

### Localização da sepultura
Ele morreu em 1524 e foi enterrado no Thetford Priory. Esta foi abandonada durante a Dissolução dos Mosteiros e, enquanto alguns dos túmulos da família Howard foram transferidos para a Igreja de São Miguel o Arcanjo, em Framlingham, não se sabendo se o seu túmulo foi trasladado também. Fragmentos do que se pensa ser do seu túmulo foram encontrados durante escavações. 
Onde oseu corpo está agora não se sabe. Uma estátua em bronze representando-o está na Igreja de Santa Maria, em Lambeth, pelo que se pensa que o seu corpo pode ter sido trasladado para capela, onde muitos membros da sua família (incluindo a mãe de Ana Bolena) foram sepultados. 
No entanto, sabe-se que também existem quatro caixões no túmulo de Thomas Howard, 3.º Duque de Norfolk na Igreja de São Miguel o Arcanjo, em Framlingham, então possivelmente os primeiro e segundo duques de Norfolk foram sepultados no túmulo dos seus descendentes. 

## Brasão de armas

Aumento de Honra.

Para comemorar a sua vitória na Batalha de Flodden Field, Henrique VIII, concedeu um Aumento de Honra ao brasão de armas de Howard. Trata-se de uma modificação do Brasão de armas da Escócia. Em vez da sua posição normal em galopante, o leão é mostrado com uma seta atravessando a sua boca, e com apenas a parte dianteira (a sua cabeça e patas dianteiras). Este novo brasão substituiu o anterior, composto de fundo vermelho, atravessado por uma faixa em prata, e com seis cruzes. As armas ainda podem ser vistas como um quarto nas armas de Eduardo Fitzalan-Howard, 18.º Duque de Norfolk.

## Casamentos e descendência
- Isabel Tilney (antes de 1447 - 4 de abril de 1497), filha de Sir Frederick Tilney de Ashwellthorpe e Elizabeth Cheney.
  - Tomás Howard, 3.º Duque de Norfolk
  - Lorde Edmundo Howard, pai de Catarina Howard, rainha consorte de Henrique VIII de Inglaterra
  - Henrique Howard
  - Eduardo Howard
  - Muriel Howard. Casou com Eduardo Knyvett.
  - Lady Isabel Howard, esposa de Tomás Bolena, 1.º Conde de Wiltshire, mãe da rainha Ana Bolena, e avó da rainha Isabel I de Inglaterra.
  - Richard Howard
  - Sir John Howard
  - Charles Howard
- Agnes Tilney (1478-1545), filha de Hugh Tilney de Boston e Eleanor Tailboys, e prima da sua primeira esposa. Como Duquesa de Norfolk viúva, ela estave envolvida da sua neta, Catarina Howard, em 1542.
  - Guilherme Howard, 1.º Barão de Effingham Howard
  - Lorde Tomás Howard (1511-1537).
  - Isabel Howard (f. 1536). Casou com Henrique Radclyffe, 2.º Conde de Sussex e foi mãe de Tomás Radclyffe, 3.º Conde de Sussex.
  - Catarina Howard (f. 1554). Casou com Henrique Daubney, 1.º Conde de Bridgewater.
  - Doroteia Howard. Casou com Eduardo Stanley, 3.º Conde de Derby.
  - Jorge Howard
  - Agnes Howard
  - Ana Howard. Casou com João de Vere, 14.º Conde de Oxford.